# Jack Benny

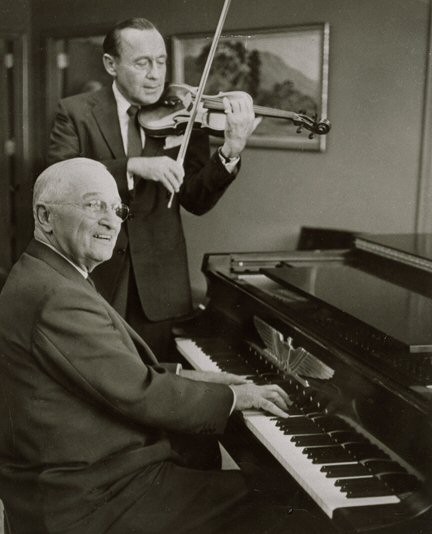
Jack Benny (hinten) mit Harry S. Truman am Klavier

Jack Benny (* 14. Februar 1894 in Chicago als Benjamin Kubelsky, Illinois; † 26. Dezember 1974 in Los Angeles, Kalifornien) war ein US-amerikanischer Entertainer und Schauspieler. Durch Radio- und Fernsehshows wurde er einer der beliebtesten US-amerikanischen Komiker des 20. Jahrhunderts. Im deutschsprachigen Raum wurde er vor allem durch seine Hauptrolle in Sein oder Nichtsein (To Be or Not to Be) von Ernst Lubitsch bekannt.

## Leben

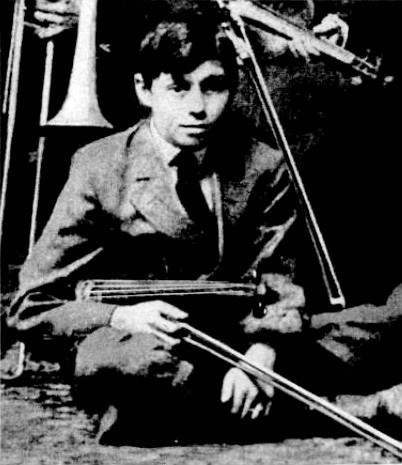
Jack Benny (1909)

Jack Benny wurde als Sohn jüdischer Eltern geboren, sein Vater war polnischer, seine Mutter litauischer Herkunft. Mit sechs Jahren begann Jack Benny Violine zu lernen. Er verließ früh die Schule und trat bereits als Teenager mit seiner Geige in einem Vaudeville-Theater auf, in dem zeitgleich die Marx Brothers spielten. Bennys Instrument wurde bald bloßes Requisit in einer Comedy-Nummer und Bennys angebliche musikalische Unkenntnis zu einem seiner Erkennungszeichen. In Wirklichkeit war er ein ausgezeichneter Hobby-Violinist, den eine langjährige Freundschaft mit dem Virtuosen Isaac Stern verband. Von 1917 bis 1918 diente Benny bei der Navy und kehrte nach Kriegsende auf die Bühne zurück.
In den 1920er-Jahren begann er kleinere Rollen in Broadway-Shows zu übernehmen und übernahm ab erste Filmrollen. Bennys Durchbruch kam jedoch im Radio. Von 1932 bis 1955 war er der Star verschiedener Radioshows, deren Grundidee er von 1950 bis 1965 fast unverändert auf Fernsehshows mit ihm übertrug. Die meisten dieser Shows mit ihm liefen unter dem Namen The Jack Benny Program. Inhalt jeder Show waren angebliche Vorbereitungen für die nächste Show, bei denen Benny als fiktionalisierte Version seiner selbst einen untalentierten, eitlen, dauermuffligen Moderator spielte, der zudem noch extrem geizig war. Langjährige Sidekicks seiner Show waren u. a. seine Ehefrau Mary Livingstone und der afroamerikanische Komiker Eddie Anderson, zudem empfing Benny oft berühmte Gäste wie z. B. Humphrey Bogart oder Marilyn Monroe. Seinen angeblichen Geiz nutzte er 1955 für einen legendären Auftritt in der Quizshow The $64,000 Question. Nachdem er die erste Frage richtig beantwortet hatte, stand er auf und ging mit seinem Gewinn von 64 Dollar heim.
In den meisten seiner Filme spielte sich der Radiostar Jack Benny selber (z. B. in The Big Broadcast of 1937), doch zeigte vor allem seine Darstellung des selbstverliebten polnischen Schauspielers Joseph Tura in dem Komödienklassiker Sein oder Nichtsein (To Be or Not to Be), dass Benny mehr als eine Rolle spielen konnte. Kurz vor seinem Tod wurde ihm eine der beiden Hauptrollen in der Verfilmung des Stückes Die Sonny Boys (The Sunshine Boys) von Neil Simon angeboten. Bennys Krebserkrankung verhinderte seinen Einsatz, und Bennys langjähriger Freund George Burns übernahm die Rolle.
Benny war von 1927 bis zu seinem Tod mit seiner Schauspielkollegin Mary Livingstone verheiratet, die auch in seinen Shows als seine Ehefrau auftrat. Das Paar hatte eine Tochter. Benny vermachte zwei Violinen aus seinem Besitz dem Sinfonieorchester von Los Angeles. Eine davon war eine Stradivari, die er 1957 erworben hatte und die heute Benny genannt wird.

## Ehrungen
Benny ist einer der Komiker, die 1991 als Karikaturen von Al Hirschfeld auf US-Briefmarken erschienen. Die anderen waren Laurel und Hardy, Edgar Bergen, Fanny Brice und Abbott und Costello.
1989 wurde er in die Radio Hall of Fame aufgenommen. Drei Sterne auf dem Hollywood Walk of Fame in den Kategorien Film, Fernsehen und Radio erinnern an Jack Benny.

## Filmografie (Auswahl)
- 1928: Bright Moments (Kurzfilm)
- 1929: The Hollywood Revue of 1929
- 1930: Venus auf Reisen (Chasing Rainbows)
- 1930: The Rounder (Kurzfilm)
- 1930: Lord Byron of Broadway
- 1930: Children of Pleasure
- 1930: The Medicine Man
- 1931: A Broadway Romeo (Kurzfilm)
- 1931: Cab Waiting (Kurzfilm)
- 1931: Taxi Tangle (Kurzfilm)
- 1933: Mr. Broadway
- 1934: Transatlantic Merry-Go-Round
- 1935: Broadway-Melodie 1936 (Broadway Melody of 1936)
- 1935: It’s in the Air
- 1936: The Big Broadcast of 1937
- 1936: College Holiday
- 1937: Künstlerball (Artists and Models)
- 1938: Artists and Models Abroad
- 1939: Man About Town
- 1940: Buck Benny Rides Again
- 1940: Love Thy Neighbor
- 1941: Charley’s Aunt
- 1942: Sein oder Nichtsein (To Be or Not to Be)
- 1942: Unser trautes Heim (George Washington Slept Here)
- 1943: The Meanest Man in the World
- 1944: Hollywood-Kantine (Hollywood Canteen)
- 1945: Der Engel mit der Trompete (The Horn Blows at Midnight)
- 1945: It’s in the Bag!
- 1946: Without Reservations
- 1949: Der große Liebhaber (The Great Lover)
- 1949: The Lucky Stiff (als Produzent)
- 1950–1965: Jack-Benny-Show (The Jack Benny Program, Fernsehserie, 242 Folgen)
- 1951–1957: The George Burns and Gracie Allen Show (Fernsehserie, 6 Folgen)
- 1952: Somebody Loves Me
- 1957: Schöne Frauen, harte Dollars (Beau James)
- 1957–1960: The Danny Thomas Show (Fernsehserie, 3 Folgen)
- 1958: Der Babysitter (Rock-A-Bye Baby)
- 1960: Wer war die Dame? (Who Was That Lady?)
- 1960: Kerle, Colts und kalte Füße… (The Slowest Gun in the West, Fernsehfilm)
- 1962: Gypsy – Königin der Nacht (Gypsy)
- 1963: Eine total, total verrückte Welt (It’s a Mad, Mad, Mad, Mad World)
- 1964–1967: Hoppla Lucy! (The Lucy Show, Fernsehserie, 3 Folgen)
- 1967: Venedig sehen – und erben … (The Honey Pot)
- 1967: Leitfaden für Seitensprünge (A Guide for the Married Man)
- 1968–1971: Here’s Lucy (Fernsehserie, 4 Folgen)
- 1968–1972: Rowan & Martin’s Laugh-In (Fernsehserie, 10 Folgen)
- 1972: The Man

## Auszeichnungen
- 1955: Emmy-Nominierung für The Jack Benny Program
- 1956: Emmy-Nominierung für The Jack Benny Program
- 1957: Emmy und Golden Globe Award für The Jack Benny Program
- 1958: Emmy für The Jack Benny Program